# Karibasøen
Karibasøen er en opdæmmet sø på græsen mellem Zambia og Zimbabwe.
16°31′21″S 28°45′42″Ø / 16.52250°S 28.76167°Ø
|  | Infoboks uden skabelon Denne artikel har en infoboks dannet af en tabel eller tilsvarende. |